# きびきびワイド
きびきびワイドは、NHK岡山放送局で放送されていた報道・情報ワイド番組。平日17:10 - 19:00（途中18:00 - 18:10は全国ニュース）を2部構成で編成している。
2006年4月3日から17時台に広島放送局制作の中国地方向け情報番組「情報いちばん!ちゅうごく」（17:10 - 17:30）がスタートする関係で、同年3月31日で番組は終了した。
後番組は「きびきびネット」で、放送時間は17:30 - 19:00（18：00 - 18:10は全国ニュース）に短縮される。

## 第1部「きびきびワイド510」（17時台）
- NHK岡山放送局のある岡山駅西口リットシティビル2階のひかりの広場からの公開生放送（2005年8月19日以前の放送は旧NHK岡山放送会館1階ロビーからの放送、2005年8月22日 - 9月9日の放送は同じリットシティビル2階のNHK岡山放送会館・ハートプラザからの放送）で、主として地域情報・暮らしの情報を編成している。（大相撲、国会、高校野球で休止の日あり）
- 1999年4月の放送開始当初は、17:15 - 17:55の間、広島局から「千客万来!みみより一番」（「お好みワイドひろしま」の中国地方ブロックネットパート）をネットしていたため、岡山からの放送は正味10分程度であった。翌年からは岡山発の時間が拡大するが、広島局からのブロックネット枠はタイトルを外し時間を短縮した上で暫く継続された。
- 司会　永松隆太朗（2005年8月までは堀潤が担当）、小野江里子
  - 初代司会者は森田恵子（元・瀬戸内海放送アナウンサー）が務めた。

日替わりコーナー
- 月曜日
  - インタビュー（県内外で活躍する人物をゲストに招きインタビュー）
  - 遊びにおいでよ（県内で活動するグループ・団体を紹介する）
- 火曜日
  - 悠遊ライフ（シニア世代の魅力的な人生を送っている人物にインタビュー）
  - からだ元気体操（手軽にできる体操の紹介）
- 水曜日
  - ライブ！ライブ！ライブ！（県内外で活躍するミュージシャンによる公開ライブ）
  - エンタまるかじり（音楽・映画・本などの週間ランキングとエンターテイメント情報）
- 木曜日
  - くらしのレシピ（「くらしの知恵」・「デコレーション」・「ビューティー」・「食」の4つをテーマに、素敵なくらしのレシピを提案）
  - サーズデイ・スペシャル（TVカメラが「おかやまの今」を伝える）
- 金曜日
  - とれたてナビ（県内各地のおすすめスポットの紹介）
  - 中継・今日はここから（県内各地に中継車が出かけて、イベントやその土地の暮らしを伝える）
  - ハートプラザ（視聴者から寄せられた声に、岡山放送局ハートプラザスタッフが答える）
- 毎日
  - わいわいキッズ（地元小学生たちの将来の夢を語ってもらうコーナー）
  - ニュース、天気予報

## 第2部「きびきびワイド610」（18時台）
- その日1日の岡山県内のニュースを詳しく解説する報道番組のコーナー。
  - 2001年度までは全国ニュースが18:02開始であったため本番組が18:00開始で、「きびきびワイド600」のタイトルで放送された。2002年度から全国ニュースを放送した後の開始となり、「610」に改題。
- 司会　北村紀一郎（2005年8月までは中村淳平、2005年8月 - 2006年2月は堀潤がそれぞれ担当）、鈴木寛子
- レポーター　 日下美和、柳井美佐登

主なコーナー
- 毎日
  - ニュースアップ（記者解説）
  - シリーズ・瀬戸内海
  - てれび・ネットワーク（県内ケーブルテレビ局との連携による地域情報）
- 月曜日
  - 地域経済はいま（地域経済の動向や企業の先進的な取り組みを中国地方各局からのリポートで紹介）
- 火曜日
  - ご近所情報局（視聴者から寄せられた情報をもとに、地域で行われている安全・安心を守る取り組みを紹介）
- 水曜日
  - あなたがキラリ、みんながキラリ（「晴れの国おかやま国体」と「輝いて!おかやま大会」の話題や最新情報を伝える）
- 木曜日
  - 戦後60年（戦争の記憶や戦後の歴史などを振り返る）
- 金曜日
  - 防災最前線（災害による被害を最低限に食い止めるための対策や、暮らしの中で生かせる防災のアイデアなどを伝える）
  - レポーターによる県内各地からの中継